# Nathan Homer Knorr
Nathan Homer Knorr (Bethlehem, 1905. április 23. – Wallkill, 1977. június 8.) a Watch Tower Bible and Tract Society of Pennsylvania harmadik bejegyzett elnöke volt. 1942. január 3-ától váltotta le Joseph Franklin Rutherfordot, őt pedig Frederick William Franz követte a székben.

## Rövid életrajza
1905. április 23-án született a pennsylvaniai Bethlehemben református családba. 16 évesen kezdett érdeklődni az International Bible Students Association tanítása iránt. 1922-ben otthagyta a Református Egyházat, 1923-ban megkeresztelkedett az akkoriban Bibliakutatókként ismert Jehova Tanúinál. Frederick William Franz volt a prédikátora, aki néhány évvel idősebb volt nála; közeli barátok lettek; Jehova Tanúi Vezető Testületében együtt szolgáltak. Nathan megbízást kapott a Társulat elnöki székének betöltésére. Knorr hamar meghalt agytumor következtében 1977. június 8-án.

## Szolgálata Jehova Tanúinál
Knorr legnagyobb érdeme, hogy hangsúlyt fektetett a hívők oktatására. Egy hónappal az elnöki tisztség felvétele után létrehozta a Advanced Course in Theocratic Ministry – teokratikus iskolát, ahol Biblia-kutatást és beszédfejlesztést végeztek.
1942. szeptember 24-én kezdeményezte, hogy a társulat állítson fel egy olyan iskolát, ahol a világ minden részére kiküldhető misszionáriusokat képeznek ki, amit az Igazgatói Bizottság (korábbi nevén: Vének Tanácsa)  egyhangúlag jóváhagyott. 1943. február 1-jén elindult a misszionáriusokat képző Gileád Iskola első osztálya.
A vérátömlesztés tilalmának doktrínáját Knorr idejében vezették be. Knorr nagyon jó szervező volt, tudta, hogy időt kell hagyni, hogy a fiókhivatalok és gyülekezetek alkalmazkodjanak a változásokhoz.
kinevezésekor a szervezetnek 25 fiókhivatala – területi képviselet – volt világszerte; a háború végére, 1946-ra a holokauszt során elszenvedett veszteségek ellenére 57 területi képviseletük lett. A következő 30 évben pedig 97-re emelkedett a kirendeltségek száma.
1958-ban 8 napos nemzetközi kongresszust szervezett 253.922 hallgatónak, ahol alelnöke Frederick William Franz is előadást tartott, aki 1975-re jósolta az Armageddon bekövetkezését. – ennek elmaradása után nagyon sokan hagyták el a gyülekezeteket.

## Publikációi
Több kiadványa is megjelent Jehova Tanúi szervezetének neve alatt: Equipped For Every Good Work, Let God Be True, Make Sure Of All Things, From Paradise Lost to Paradise Regained; az ő ideje alatt váltotta fel az Aranykor magazint az Ébredjetek! (Awake!). Ő jelentette meg a Teljes Írás könyvet (All Scripture Is Inspired Of God And Beneficial); Jehova Tanúinak Bibliáját: New World Translation of the Holy Scriptures – amelynek 1984-ben átdolgozott kiadása magyar nyelven is megjelent 2003-ban.

## Szervezeti korlátok
1972. október 1-jével kezdődtek a gyülekezetek felügyeletének problémái. A vének és az idős emberek bibliai kifejezések különböző értelmet nyertek; ez lehetőséget adott a szervezeti átalakításokra, a felelősségek csökkentésére. A szervezeti kézikönyv (2005-ös legújabb neve: Organized to Do Jehovah's Will) úgy indokolja a változásokat: A Biblia sehol sem írja, hogy csak egy idős ember lett volna gyülekezetenként; inkább több ilyen emberről beszélt. – írják az 53. oldalon. Ezen túl nem egy gyülekezeti szolga vagy felvigyázó, hanem egy többtagú vének testülete irányította a gyülekezetet, amelynek élén az elnöklő felvigyázó volt; de a felelősségen egyformán megosztoztak. Frederick William Franz, a szervezet alelnöke Knorr tiltakozása ellenére is bejegyezte az új szervezeti formát.
A Jehova Tanúi Vezető Testülete elnökét nevének ábécé sorrendje szerint körbeforgó rendszerben kezdték kinevezni demokratikus választás helyett.
1975 decemberében Jehova Tanúi (International Bible Students Association) vezetését átruházták a Társulat elnökéről a Vezető Testületre.
1976. január 1-jén a Vezető Testület több bizottságot hozott létre az irodalmak készítése, kiadása, a tanítás, a szolgáltatások és személyi kérdések kezelésére.
Knorr együttműködött az új elrendezéssel, amíg betegsége nem kötötte a New York-i Wallkillbeli Őrtorony Farmra.